# Drepanornis bruijnii
El ave del paraíso piquiblanca (Drepanornis bruijnii) es una especie de ave paseriforme de la familia Paradisaeidae endémica de las selvas de norte de Nueva Guinea. Su dieta consiste principalmente en frutos y artrópodos.
Su nombre conmemora al mercader de plumas holandés Antonie Augustus Bruijn.
A causa de la deforestación y perdida de hábitat en la pequeña zona donde habita, el ave del paraíso piquiblanca es considerada una especie casi amenazada por la UICN.

## Descripción
El ave del paraíso piquiblanca es un ave de porte mediano, mide unos 35 cm de largo y es color verde-pardo. El macho posee un anillo de piel expuesta color azul grisáceo alrededor del ojo, su iris es marrón, posee un pico color hueso similar a una hoz, las plumas del pecho son iridiscentes con extremos  rojos y azulados, las plumas ornamentales de la zona baja del pecho son azuladas con extremos verdes y posee unas cejas azuladas que asemejan cuernos. La hembra es más pequeña, menos vistosa que el macho, y su tono es uniforme.